# Froudes tal
Froudes tal är ett dimensionslöst tal, vars storlek avgör om kanalströmningen är subkritisk, kritisk eller superkritisk. Froudes tal är uppkallad efter William Froude.
Frodes tal definieras av följande ekvation:
{\displaystyle F_{r}={\dfrac {\bar {v}}{\sqrt {g\cdot y_{m}}}}}
där
- Fr = Froudes tal
- {\displaystyle {\bar {v}}} = medelhastighet (m/s)
- g = tyngdaccelerationen (9,82 m/s2)
- ym = hydraulisk medeldjup (m)

## Praktisk tillämpning

### Froudes tal mindre än 1
Om Froudes tal understiger 1 är kanalen långsamflytande (även kallad strömmande eller subkritisk strömning). Eventuella störningar i systemet fortplantas då uppåt, eftersom våghastigheten överstiger medelhastigheten i sektionen. Det är alltså förhållandena nerströms som styr flödet och vattenståndet. Lutningen (fallet) betraktas som svag. För de flesta öppna diken och större vattendrag är detta normaltillståndet.

### Froudes tal större än 1
Om Froudes tal överstiger 1 är kanalen snabbflytande (även kallad stråkande eller superkritisk). Eventuella störningar i systemet fortplantar sig nedåt, eftersom våghastigheten understiger medelhastigheten i sektionen. Det är alltså förhållandena uppströms som styr flödet och vattenståndet. Lutningen (fallet) betraktas som stark. Detta tillstånd uppkommer vid branta lutningar, till exempel vattenfall.

### Froudes tal lika med 1
Om Froudes tal lika med 1 är strömningen kritisk. Våghastigheten är lika stor som vattnets medelhastighet. Strömningen blir instabil och besitter en del icke önskvärda karakteristiska. Energinivån når här sin lägsta punkt, varför vi får en bestämmande sektion.

### Stående våg
En snabb övergång från snabbflytande till långsamflytande tillstånd resulterar ofta i ett vattensprång (vattenresning). Detta fenomen syns tydligt vid en s.k. stötbotten, som används för att minimera erosionen vid utlopp och anlagda vattenfall.